# Сроковский, Станислав (географ)
Станислав Юзеф Сроковский (пол. Stanisław Józef Srokowski, 1872 год — 1950 год) — польский географ, дипломат, общественный деятель, воевода Волынский с 1 февраля 1923 года по 29 августа 1924 год.

## Биография
Обучался в Ягеллонском, Львовском университетах и в Железнодорожной академии в Пшибраме. Занимался преподавательской деятельностью в Жешуве, Львове и Тернополе. В 1913 году основал Подольский музей в Тернополе и был его первым директором. До Первой мировой войны проживал в Киеве, занимаясь преподавательской деятельностью в местных польских школах.
С 1920 года Станислав Сроковский служил в Консульском департаменте. Был консулом в Одессе. До 1923 года был консулом в Кенигсберге. С 1923 по 1924 год был воеводой Волынским. С 1926 года был первым директором Балтийского института в Торне.
До начала Второй мировой войны был профессором Варшавского университета. После войны стал председателем Польского географического общества.
С 1946 по 1950 год Станислав Сроковский был председателем Комиссии по установлению наименований местностей, которая занималась переименованием географических объектов на Возвращённых землях.

## Сочинения
- Geografia gospodarcza Polski, Wyd. Instytut Społeczny Warszawa 1939
- Geografia gospodarcza ogólna, Wyd. Państwowe Zakłady Wydawnictw Szkolnych Warszawa 1950
- Z dni zawieruchy dziejowej: 1914—1918, Nakładem Księgarni Geograficznej «Orbis» Kraków 1932
- Prusy Wschodnie, Wyd. Państwowe Zakłady Wydawnictw Szkolnych Warszawa 1947
- Z krainy Czarnego Krzyża, Wyd. Pojezierze Olsztyn 1980, ISBN 83-7002-046-1
- Czesi: szkic kulturalno-obyczajowy, Wyd. Hoesicka, Kraków 1898
- Wspomnienia z trzeciego powstania górnośląskiego 1921 r., Wyd. Związek Obrony Kresów Zachodnich Poznań 1926
- Zarys geografii fizycznej ziem polsko-litewsko-ruskich, Wyd. Rady Okręgowej Kijów 1918
- Uwagi o kresach wschodnich, Kraków 1925
- Pomorze Zachodnie, Wyd. Instytut Bałtycki Gdańsk 1947

## Память
- Именем Станислава Сроковского названы гмина Сроково и село Сроково.